# Ikatan (Alaska)
Ikatan es un área no incorporada ubicada en el borough de Aleutianas Orientales en el estado estadounidense de Alaska.

## Geografía
Ikatan se encuentra ubicado en las coordenadas 54°45′0″N 163°18′30″O / 54.75000, -163.30833.